# 5th Kirkcudbrightshire Rifle Volunteers Football Club
5th Kirkcudbrightshire Rifle Volunteers Football Club (5th KRV FC) var en fodboldklub i Dumfries, Skotland, som eksisterede i perioden 1879–1896. Klubben spillede sine hjemmekampe på Palmerston Park i Dumfries.
5th Kirkcudbrightshire Rifle Volunteers var blevet oprettet i 1860 som reaktion på den stigende uro i Europa og det britiske imperium. Der blev i alt oprettet elleve kompagnier i Galloway, som dronning Victoria godkendte. 5th KRV var stationeret i Maxwelltown, som senere blev en del af Dumfries, indtil reorganiseringen af de private militser i 1908, hvor alle frivillige korps i Galloway blev optaget i 5th King's Own Scottish Borderers Regiment.
Fodboldklubben blev dannet i 1879 og dens første spilledragt var en passende patriotisk rød- og blåstribet trøje med hvide shorts og røde sokker. I 1883 blev farven på trøjerne imidlertid ændret til rent blå, mens farven på shortsene gennem resten af klubbens levetid vekslede mellem marineblå og hvid.
5th KRV FC var et fremgangsrigt pokalhold, som vandt alle de lokal pokalturneringer flere gange. Holdet deltog også i hver eneste udgave af Scottish Cup fra 1880-81 til 1894-95, med undtagelse af sæsonen 1891-92, men det blev ofte slået ud af lokalrivalerne Queen of the South Wanderers FC. De to holds første runde-kamp i 1883-84 på Palmerston Park endte uafgjort 7-7, hvilket fortsat er den målrigeste uafgjorte kamp i Scottish Cup's historie. 5th KRV's bedste resultat i Scottish Cup blev en ottendedelsfinale i 1890-91.
Klubben deltog også i den første sæson af South of Scotland Football League i sæsonen 1892-93 season, hvor syv hold ver med. Men ligaen gik hurtigt i opløsning og sæsonen blev aldrig færdigspillet.
Efter omdannelsen af de frivillige styrker i 1896 blev en ny fodboldklub dannet, Maxwelltown Volunteers FC, som fortsatte med at spille på Palmerston Park indtil 1908, hvor klubben blev gendannet under navnet 5th King's Own Scottish Borderers Regiment FC (5th KOSB). Efter at tropperne vendte hjem efter første verdenskrig, slog 5th KOSB sig sammen med andre hold i Dumfries-området og dannede i 1919 den nuværende klub Queen of the South FC.

## Titler
- Southern Counties Cup: 1891-92, 1893–94
- Churchill Cup: 1881-82 (delt), 1883–84, 1888–89, 1890–91, 1893–94, 1894–95
- Southern Counties Charity Cup: 1883-84, 1889–90, 1890–91, 1893–94